# Ergebnisse der Kommunalwahlen in Fulda
- Linke: 2
- PARTEI: 1
- SPD: 8
- Grüne: 10
- Volt: 1
- BfO: 1
- CWE: 2
- Bündnis C: 1
- CDU: 25
- FDP: 4
- AfD: 4

Nachfolgend werden die Ergebnisse der Kommunalwahlen in Fulda aufgeführt. Es handelt sich hierbei um die Ergebnisse zur Wahl der Stadtverordnetenversammlung der Stadt Fulda.
Parteien und Wählergruppen seit 1946 (alphabetisch):
- AfD: Alternative für Deutschland
- BfO: Bürger für Osthessen
- BHE: Gesamtdeutscher Block/Bund der Heimatvertriebenen und Entrechteten
- Bündnis C: Bündnis C – Christen für Deutschland
- CDU: Christlich Demokratische Union Deutschlands
- CWE: Christliche Wähler-Einheit e.V.
- FDP: Freie Demokratische Partei
- Grüne: Bündnis 90/Die Grünen
- KPD: Kommunistische Partei Deutschlands
- Die Linke.Offene Liste (2006–2021)
- Ab Kommunalwahl 2021 DIE LINKE
- NPD: Nationaldemokratische Partei Deutschlands
- PARTEI: Die PARTEI
- PDS: Partei des Demokratischen Sozialismus
- REP: Die Republikaner (Wurden bereits während der Wahlperiode 2016–2021 zu BfO)
- SG: Links für soziale Gerechtigkeit
- SPD: Sozialdemokratische Partei Deutschlands
- Volt: Volt Deutschland
- WSH: Wählerselbsthilfe

Stimmenanteile der Parteien in Prozent seit 1946:
| Wahl- periode | Es entfielen auf die Wahlvorschläge von | Es entfielen auf die Wahlvorschläge von | Es entfielen auf die Wahlvorschläge von | Es entfielen auf die Wahlvorschläge von | Es entfielen auf die Wahlvorschläge von | Es entfielen auf die Wahlvorschläge von | Es entfielen auf die Wahlvorschläge von | Es entfielen auf die Wahlvorschläge von | Es entfielen auf die Wahlvorschläge von | Es entfielen auf die Wahlvorschläge von | Es entfielen auf die Wahlvorschläge von | Es entfielen auf die Wahlvorschläge von | Es entfielen auf die Wahlvorschläge von | Es entfielen auf die Wahlvorschläge von | Es entfielen auf die Wahlvorschläge von | Es entfielen auf die Wahlvorschläge von | Es entfielen auf die Wahlvorschläge von | Es entfielen auf die Wahlvorschläge von |
| Wahl- periode | AfD                                     | BfO                                     | BHE                                     | Bündnis C                               | CDU                                     | CWE                                     | FDP                                     | Grüne                                   | KPD                                     | Linke                                   | NPD                                     | PARTEI                                  | PDS                                     | REP                                     | SG                                      | SPD                                     | Volt                                    | WSH                                     |
| Wahl- periode | %                                       | %                                       | %                                       |                                         | %                                       | %                                       | %                                       | %                                       | %                                       | %                                       | %                                       | %                                       | %                                       | %                                       | %                                       | %                                       |                                         | %                                       |
| ------------- | --------------------------------------- | --------------------------------------- | --------------------------------------- | --------------------------------------- | --------------------------------------- | --------------------------------------- | --------------------------------------- | --------------------------------------- | --------------------------------------- | --------------------------------------- | --------------------------------------- | --------------------------------------- | --------------------------------------- | --------------------------------------- | --------------------------------------- | --------------------------------------- | --------------------------------------- | --------------------------------------- |
| 1946–1948     | -                                       | -                                       | -                                       | -                                       | 63,8                                    | -                                       | 8,9                                     | -                                       | 5,1                                     | -                                       | -                                       | -                                       | -                                       | -                                       | -                                       | 22,2                                    | -                                       | -                                       |
| 1948–1952     | -                                       | -                                       | -                                       | -                                       | 55,2                                    | -                                       | 18,9                                    | -                                       | 4,3                                     | -                                       | -                                       | -                                       | -                                       | -                                       | -                                       | 21,6                                    | -                                       | -                                       |
| 1952–1956     | -                                       | -                                       | 12,1                                    | -                                       | 52,3                                    | -                                       | 13,8                                    | -                                       | -                                       | -                                       | -                                       | -                                       | -                                       | -                                       | -                                       | 21,8                                    | -                                       | -                                       |
| 1956–1960     | -                                       | -                                       | 6,7                                     | -                                       | 45,4                                    | -                                       | 6,1                                     | -                                       | -                                       | -                                       | -                                       | -                                       | -                                       | -                                       | -                                       | 24,8                                    | -                                       | 17,0                                    |
| 1960–1964     | -                                       | -                                       | 8,3                                     | -                                       | 54,5                                    | -                                       | 9,7                                     | -                                       | -                                       | -                                       | -                                       | -                                       | -                                       | -                                       | -                                       | 27,5                                    | -                                       | -                                       |
| 1964–1968     | -                                       | -                                       | 6,7                                     | -                                       | 54,4                                    | -                                       | 6,0                                     | -                                       | -                                       | -                                       | -                                       | -                                       | -                                       | -                                       | -                                       | 32,9                                    | -                                       | -                                       |
| 1968–1972     | -                                       | -                                       | 4,0                                     | -                                       | 56,1                                    | -                                       | 6,7                                     | -                                       | -                                       | -                                       | 2,9                                     | -                                       | -                                       | -                                       | -                                       | 30,3                                    | -                                       | -                                       |
| 1972–1977     | -                                       | -                                       | -                                       | -                                       | 60,5                                    | -                                       | 4,1                                     | -                                       | -                                       | -                                       | -                                       | -                                       | -                                       | -                                       | -                                       | 35,4                                    | -                                       | -                                       |
| 1977–1981     | -                                       | -                                       | -                                       | -                                       | 65,4                                    | 5,6                                     | 3,5                                     | -                                       | -                                       | -                                       | -                                       | -                                       | -                                       | -                                       | -                                       | 25,5                                    | -                                       | -                                       |
| 1981–1985     | -                                       | -                                       | -                                       | -                                       | 64,7                                    | 5,3                                     | 5,6                                     | -                                       | -                                       | -                                       | -                                       | -                                       | -                                       | -                                       | -                                       | 24,4                                    | -                                       | -                                       |
| 1985–1989     | -                                       | -                                       | -                                       | -                                       | 50,9                                    | 9,5                                     | 7,0                                     | 5,6                                     | -                                       | -                                       | -                                       | -                                       | -                                       | -                                       | -                                       | 27,0                                    | -                                       | -                                       |
| 1989–1993     | -                                       | -                                       | -                                       | -                                       | 47,9                                    | 10,4                                    | 5,0                                     | 5,7                                     | -                                       | -                                       | -                                       | -                                       | -                                       | -                                       | -                                       | 31,0                                    | -                                       | -                                       |
| 1993–1997     | -                                       | -                                       | -                                       | -                                       | 47,9                                    | 7,6                                     | 4,3                                     | 7,8                                     | -                                       | -                                       | -                                       | -                                       | -                                       | 9,2                                     | -                                       | 23,2                                    | -                                       | -                                       |
| 1997–2001     | -                                       | -                                       | -                                       | -                                       | 50,1                                    | 5,3                                     | 3,2                                     | 8,5                                     | -                                       | -                                       | -                                       | -                                       | 1,2                                     | 6,8                                     | -                                       | 24,5                                    | -                                       | -                                       |
| 2001–2006     | -                                       | -                                       | -                                       | -                                       | 61,9                                    | 2,6                                     | 2,6                                     | 7,0                                     | -                                       | -                                       | -                                       | -                                       | -                                       | 2,9                                     | -                                       | 23,0                                    | -                                       | -                                       |
| 2006–2011     | -                                       | -                                       | -                                       | -                                       | 58,6                                    | 3,3                                     | 4,9                                     | 8,4                                     | -                                       | 2,6                                     | -                                       | -                                       | -                                       | 2,0                                     | -                                       | 20,2                                    | -                                       | -                                       |
| 2011–2016     | -                                       | -                                       | -                                       | -                                       | 51,0                                    | 4,6                                     | 3,4                                     | 17,8                                    | -                                       | 3,0                                     | -                                       | -                                       | -                                       | 1,8                                     | -                                       | 18,4                                    | -                                       | -                                       |
| 2016–2021     | -                                       | -                                       | -                                       | -                                       | 46,5                                    | 6,6                                     | 6,6                                     | 12,0                                    | -                                       | 6,2                                     | -                                       | -                                       | -                                       | 6,9                                     | -                                       | 15,2                                    | -                                       | -                                       |
| 2021–2026     | 7,2                                     | 0,96                                    | -                                       | 1,4                                     | 42,4                                    | 2,9                                     | 6,4                                     | 16,2                                    | -                                       | 3,7                                     | -                                       | 2,3                                     | -                                       | -                                       | 0,80                                    | 13,5                                    | 2,3                                     | -                                       |

Oberbürgermeister der Stadt Fulda:
| Name               | Amtszeit  | Partei           | Sonstiges |
| ------------------ | --------- | ---------------- | --- |
| Anton Thomas       | 1806–1821 |                  | Direktor des Stadtmagistrats |
| Daniel Mackenrodt  | 1835–1859 |                  | |
| Ignaz Weißmüller   | 1859–1862 |                  | |
| Franz Rang         | 1862–1893 |                  | Die Rangstraßen in Fulda und Neuhof wurden nach ihm benannt. |
| Georg Antoni       | 1894–1930 | (CVP, Zentrum)   | |
| Franz Danzebrink   | 1930–1945 | (Zentrum, NSDAP) | Die Dr.-Danzebrink-Straße in Fulda ist nach ihm benannt. Die Initiative Fulda stellt sich quer forderte im Jahr 2015 die Umbenennung dieser Straße; 70 Jahre nach dem Ende der Nationalsozialistischen Gewaltherrschaft dürfe keine Straße mehr nach einem NSDAP-Mitglied benannt sein. Ende Mai 2015 setzte der Magistrat der Stadt Fulda eine Kommission ein, die die Rolle Danzebrinks während der NS-Zeit historisch beleuchten und neu bewerten sollte. |
| Erich Schmidt      | 1945–1946 |                  | Nach dem Krieg von den Amerikanern eingesetzt. |
| Cuno Raabe         | 1946–1956 | (Zentrum, CDU)   | |
| Alfred Dregger     | 1956–1970 | CDU              | Ehrenvorsitzender der CDU/CSU-Bundestagsfraktion |
| Wolfgang Hamberger | 1970–1998 | CDU              | |
| Alois Rhiel        | 1998–2003 | CDU              | Hessischer Staatsminister Wirtschaft und Verkehr a. D. Amtszeit: 2003–2009 |
| Gerhard Möller     | 2003–2015 | CDU              | Zuvor hauptamtlicher Erster Kreisbeigeordneter des Landkreises Fulda. |
| Heiko Wingenfeld   | Seit 2015 | CDU              | Zuvor hauptamtlicher Erster Kreisbeigeordneter des Landkreises Fulda. Zeitgleich mit der Kommunalwahl im März 2021 wiedergewählt. |

Bürgermeister der Stadt Fulda:
| Name               | Amtszeit  | Partei         | Sonstiges                                                                                   |
| ------------------ | --------- | -------------- | ------------------------------------------------------------------------------------------- |
| Karl Ehser         | 1934–1945 | NSDAP          |                                                                                             |
| Karl Schmitt       | 1946–1948 |                |                                                                                             |
| Heinrich Gellings  | 1948–1969 | (Zentrum, CDU) |                                                                                             |
| Wolfgang Hamberger | 1969–1970 | CDU            | Späterer Oberbürgermeister von Fulda.                                                       |
| Tilman Pünder      | 1971–1980 | CDU            |                                                                                             |
| Lutz von Pufendorf | 1981–1984 | CDU            |                                                                                             |
| Alois Rhiel        | 1984–1989 | CDU            | Späterer Oberbürgermeister von Fulda.                                                       |
| Josef H. Mayer     | 1990–1995 | FDP            |                                                                                             |
| Oda Scheibelhuber  | 1995–1999 | CDU            | Danach Regierungspräsidentin in Kassel.                                                     |
| Bernd Woide        | 1999–2003 | CDU            | Danach zum Landrat des Landkreises Fulda gewählt worden.                                    |
| Wolfgang Dippel    | 2004–2014 | CDU            |                                                                                             |
| Dag Wehner         | Seit 2014 | CDU            | Wurde im Jahr 2020 von der Koalition von CDU/CWE sowie weiteren Stadtverordneten bestätigt. |

Stadtbauräte der Stadt Fulda:
| Name               | Amtszeit  | Partei    | Sonstiges                                                                  |
| ------------------ | --------- | --------- | -------------------------------------------------------------------------- |
| Hans Nüchter       | 1947–1977 |           | Die Hans-Nüchter-Sternwarte ist nach ihm benannt worden.                   |
| Peter Niehaus      | 1977–1981 | CDU       |                                                                            |
| Kuno Naehrig       | 1981–1987 |           |                                                                            |
| Wolfgang Gehrke    | 1987–1996 | CDU       |                                                                            |
| Bernd Streitberger | 1997–1999 | CDU       | Danach Baudezernent der Stadt Kassel und Planungsdezernent der Stadt Köln. |
| Cornelia Zuschke   | 2000–2014 | Parteilos |                                                                            |
| Daniel Schreiner   | Seit 2015 | Parteilos |                                                                            |